# Luci Quinti Flaminí
Luci Quinti Flaminí (en llatí: Lucius Quinctius T. f. L. n. Flamininus) era un magistrat romà. Formava part de la família dels Flaminí, una branca de la gens Quíntia, i era germà del gran Tit Quinti Flaminí. Va ser edil curul l'any 200 aC i el 199 aC era pretor urbà. Assolí el consolat el 192 aC.

## Segona guerra macedònica
Quan el seu germà Tit Quinti Flaminí va iniciar el 198 aC la segona guerra macedònica contra Filip V de Macedònia li va donar el comandament de la flota i la protecció de la costa italiana i Luci va sortir cap a Còrcira i a la propera illa de Zama on el seu predecessor Luci Apusti Ful·ló li va entregar el comandament. Es va dirigir a Malea i després al Pireu on es va unir als vaixells que havien estat estacionats en aquest port per la protecció d'Atenes, i aviat va rebre reforços enviats per Àtal I de Pèrgam i els rodis.
Amb les forces unides va atacar Erètria on hi havia una guarnició macedònia, ciutat que va ocupar per assalt. Va fer un gran botí en obres d'art. Tot seguit es va rendir Carist sense lluita. Després de dominar tot Eubea es va dirigir a Cenchreae (Cèncrees), port de Corint, ciutat que es va disposar a assetjar. Se li van unir forces de la Lliga Aquea que havien passat a l'aliança romana. Abans de l'arribada d'aquests aliats ja havia conquerit el port i es va iniciar llavors el setge de Corint, però en el primer atac el romans van ser rebutjats. L'arribada dels aqueus va igualar les forces. Corint es va defensar com un gat panxa enlaire, especialment perquè hi havia a la ciutat molts desertors romans que no havien volgut lluitar contra Hanníbal Barca durant la Segona Guerra Púnica i s'havien exiliat a la ciutat. Finalment Luci va haver de desistir del setge i se'n va entornar amb la seva flota cap a Còrcira, mentre la flota d'Àtal va anar al Pireu.
Va ser prorrogat el poder (imperium) del seu germà, i Luci va conservar el comandament de la flota (197 aC). Va acompanyar a Tit Quint Flaminí a l'entrevista amb Nabis d'Esparta que es va fer a Argos. Just abans de la batalla de Cinoscèfales, Luci va rebre notícies que els acarnanis volien entrar a l'aliança romana i va marxar cap a Lèucada, ciutat principal dels acarnanis. Com que l'aliança no es va concretar va assetjar la ciutat, que va resistir, i va haver d'ocupar la ciutat per assalt. Els habitants van resistir fins al final i es va produir una gran matança, però així i tot, quan van conèixer el resultat de la batalla de Cinoscèfales, totes les tribus d'Acarnània es van sotmetre.

## Guerra contra Nabis
L'any 195 aC, durant la Guerra contra Nabis Tit Flaminí va atacar a Nabis d'Esparta a la batalla de Sel·làsia i Luci va anar a ajudar-lo amb 40 vaixells i va ocupar diverses places marítimes algunes per la força i altres sotmeses voluntàriament. Llavors es va dirigir a Gythium o Gítion, el gran arsenal espartà. Tit també va atacar aquesta ciutat per terra i el comandant de la guarnició espartana, Gòrgopes, es va rendir sense lluita als romans.
El 194 aC va tornar a Roma i el 193 aC va aspirar al consolat i ateses les seves victòries a Grècia va ser elegit per l'any 192 aC junt amb Gneu Domici Aenobarb. Va rebre la Gàl·lia com a província. De camí a la seva província va ser atacat pels lígurs prop de Pisa, però els va derrotar i en va matar nou mil. Va assetjar el camp lígur, però els lígurs es van escapar de nit i l'endemà al matí els romans van ocupar sense lluita un camp buit. Llavors Luci va avançar cap al territori dels bois que va assolar en part.

## Guerra Romano-Siria
A finals de l'any 192 aC va tornar a Roma per dirigir els comicis de l'elecció de cònsols per l'any següent i després encara va tornar a territori dels bois que es van sotmetre sense lluitar. En tornar a Roma va lliurar el comandament de l'exèrcit al senat que el va traspassar als dos nous cònsols que així van tenir forces llestes per lluitar contra Antíoc III el Gran en la Guerra Romano-Síria.

## Darrers anys
L'any 191 aC va ser nomenat llegat del cònsol Marc Acili Glabrió que dirigia la guerra a Grècia contra Antíoc el gran. El 184 aC va ser expulsat del senat pel Cató el Censor i acusat per aquest censor per crims comesos durant el seu consolat: emportar-se a la seva província al seu favorit, un jove noiet cartaginès de nom Filip, que volia ser gladiador i que va ser obligat a mantenir pràctiques sexuals amb Luci sense tenir mai oportunitat d'exercir com a gladiador. L'acusava també d'haver matat a un noble boi només per plaer quan el jove Filip va dir que mai havia vist morir a un gal, i el va acusar també que a Grècia havia exercit la pederàstia contra infants. No devia ser condemnat o ho va ser molt lleument. El 170 aC va morir essent sacerdot romà.